# GCompris
GCompris és un programa educatiu amb diferents activitats per a xiquets entre 2 i 10 anys. Algunes activitats són com jocs, però sempre són educatives.
Existeixen algunes activitats dins dels següents temes: 
- Descobrint l'ordinador: teclat, ratolí, diferents moviments del ratolí,...
- Àlgebra: taula de memòria, enumeració, taula de doble entrada (balanç), imatge espill,...
- Ciència: El canal, El cicle de l'aigua, El submarí,...
- Geografia: Col·loca els països en el mapa.
- Jocs: escacs, memòria,...
- Lectura: pràctica de lectura
- Altres: Aprèn a dir l'hora, trencaclosques de pintures famoses, dibuixos per vectors,...

En total, GCompris comprèn més de 130 activitats i evoluciona constantment.
GCompris és Programari Lliure, per tant tens la possibilitat d'adaptar-lo a les teues necessitats, o de millorar-lo, i perquè no, de compartir el teu treball amb xiquets de tot el món.